# Marie-Henri-Pierre Préaud
Marie-Henri-Pierre Préaud, francoski general, * 1. april 1891, Alençon, † 21. oktober 1955, Aix-en-Provence.